# Cirolana mascarensis
Cirolana mascarensis là một loài chân đều trong họ Cirolanidae. Loài này được Müller miêu tả khoa học năm 1991.